# Relations entre Djibouti et la France
Les relations entre Djibouti et la France désignent les relations diplomatiques bilatérales s'exerçant entre la république de Djibouti d'une part et la République française de l'autre.

## Histoire
Djibouti fut une colonie française de 1862 à 1977.

## Période contemporaine

### D'un point de vue militaire
La plus grande base militaire française à l'étranger (1450 hommes) se trouve dans les eaux territoriales de Djibouti, dans la mer Rouge.
Par un traité entré en vigueur en 2014, la France garantit l'indépendance et l'intégrité territoriale de Djibouti.
En décembre 2023, de nouveaux traités de coopération en matière de défense sont en discussion pour un renouvellement.
En juin 2025, l'Assemblée nationale Française adopte, le projet de loi autorisant la ratification du Traité de coopération en matière de défense entre la République française et la République de Djibouti, l'accord la restitution du terrains de la base navale du Héron à Djibouti.

### Dimension culturelle
Djibouti est une enclave francophone dans la corne de l'Afrique, et jouit, comme la France, du statut de membre de plein droit au sein de l'OIF.
Djibouti accueille un Institut français.